# Дпреванк
Дпреванк (вірм. Դպրեվանք) — село в марзі Арагацотн, на заході Вірменії.
| Рік  | Чисельність | Чисельність |
| ---- | ----------- | ----------- |
| 2001 | 58          | [ 1 ]       |
| 2004 | 15          | [ 1 ]       |
| 2011 | 47          | [ 2 ]       |